# واهرام خاچیکیان
واهرام قِوُندی خاچیکیان (ارمنی: Վահրամ Ղևոնդի Խաչիկյան؛ زاده ۱۶ نوامبر ۱۹۲۳ - درگذشته ۱۵ نوامبر ۲۰۰۲) نقاش اهل ارمنستان بود.

## زندگی‌نامه
وی در ۱۶ نوامبر ۱۹۲۳ در مغری در به دنیا آمد و از انستیتو دولتی هنری و نمایشی ایروان (۱۹۵۰) فارغ‌التحصیل گشت. وی همچنین برنده جوایزی همچون نقاش شایسته ارمنستان شوروی شد. وی در ۱۵ نوامبر ۲۰۰۲ در سن ۷۸ سالگی در ایروان درگذشت.